# Liga de Voleibol Argentina 2018-19
La Liga de Voleibol Argentina 2018-19 fue la vigésima tercera edición del certamen profesional de máxima división de equipos de vóley en la Argentina. La liga comenzó en noviembre del 2018 y finalizó en abril de 2019.
Respecto a la pasada temporada Jujuy Vóley y San Martín de Formosa debían haberse sumado. El equipo formoseño había confirmado su participación, pero días más tarde tuvo que darse de baja del torneo por problemas económicos. Además, se bajó Lomas Vóley de la competencia y con esto son 10 los equipos participantes.
La temporada terminó el 25 de abril de 2019 en el quinto y último juego de la final entre Bolívar Vóley y Obras de San Juan en el Estadio República de Venezuela donde, tras ir perdiendo 0-2, el equipo local revirtió el encuentro y se proclamó campeón al vencer 18 a 16 en tie-break y así alcanzó su octavo título en la máxima categoría del vóley argentino. Por su parte, el equipo sanjuanino alcanzó por primera vez la final.

## Equipos participantes
| Club                 | Localidad                     | Estadio/s                | 17-18                | Part. | Camp. |
| -------------------- | ----------------------------- | ------------------------ | -------------------- | ----- | ----- |
| Bolívar Vóley        | Bolívar, Buenos Aires         | República de Venezuela   | 2.°, subcampeón      | 16    | 7     |
| Ciudad Vóley         | Ciudad de Buenos Aires        | Estadio Gorki Grana      | 4.°, semifinalista   | 5     | —     |
| Gigantes del Sur     | Neuquén, Neuquén              | Estadio Ruca Che         | 5.°, cuartofinalista | 13    | —     |
| Libertad Burgi Vóley | San Jerónimo Norte, Santa Fe  | La Calderita             | 7.°, cuartofinalista | 1     | —     |
| Monteros Vóley Club  | Monteros, Tucumán             | Polideportivo Municipal  | 8.°, cuartofinalista | 1     | —     |
| Obras                | San Juan, San Juan            | Estadio Aldo Cantoni     | 6.°, cuartofinalista | 18    | —     |
| PSM Vóley            | Puerto San Martín, Santa Fe   | Club Paraná              | 11.°                 | 8     | —     |
| River Plate          | Ciudad de Buenos Aires        | Microestadio River Plate | 10.°                 | 14    | 1     |
| UNTreF Vóley         | Tres de Febrero, Buenos Aires | Microestadio UNTreF      | 9.°                  | 5     | —     |
| UPCN San Juan Vóley  | San Juan, San Juan            | Estadio Aldo Cantoni     | 1.°, campeón         | 11    | 7     |

### Relevo de plazas
| Se baja del torneo |
| ------------------ |
| Lomas Vóley        |

## Modo de disputa
La temporada de la Liga Argentina está conformada por la liga propiamente dicha y varios torneos que se disputan, o antes de la misma, o en simultáneo. Entre los torneos se encuentran:
- Copa Máster

Disputada antes del comienzo de la temporada. Está integrada por cuatro equipos con formato de eliminatorias directas.
- Copa ACLAV

Disputada antes y durante la temporada. Está integrada por todos los equipos de la liga con formato de fase de grupos y eliminatorias para determinar al campeón.
La Liga está integrada por todos los equipos, quienes se enfrentan todos contra todos dos veces, una como local y otra como visitante. Durante esta etapa, se puntúa a cada equipo sobre la base de sus resultados tal que:
3 puntos por victoria en tres o cuatro sets, 3 a 0 o 3 a 1.
2 puntos por victoria en cinco sets, 3 a 2.
1 punto por derrota en cinco sets, 2 a 3.
0 puntos por derrota en tres o cuatro sets, 0 a 3 o 1 a 3.
Tras esta etapa, los ocho equipos con mayor cantidad de puntos clasifican a los cuartos de final, donde se enfrentan el mejor ubicado con el peor ubicado, el segundo mejor ubicado con el segundo peor ubicado, y así. Los cuatro mejores equipos tienen ventaja de localía, es decir, disputan más partidos como local.
La primera eliminatoria es los "Cuartos de final", al mejor de cinco partidos, con formato 2-2-1, siendo locales los mejores ubicados en los dos primeros partidos y el hipotético quinto encuentro. Los cuatro ganadores avanzan a las semifinales, al mejor de cinco partidos, con formato 2-2-1 nuevamente, siendo local más veces el equipo mejor ubicado. Los dos ganadores de semifinales disputan la final con el mismo formato que la etapa anterior, 2-2-1, siendo local más veces aquel equipo que quedó mejor ubicado en la fase regular. El ganador de la final se proclama campeón y clasifica a la copa internacional de año siguiente.

## Clasificación a la Copa Libertadores
Libertad Burgi Vóley y UNTreF Vóley disputaron un partido para clasificar a la Copa Libertadores de Voleibol 2018-19. El ganador fue Libertad y con ello logró participar en la primera edición de la Copa.
| 4 de octubre, 21:00 | Libertad Burgi Vóley | 3 - 2                                        | UNTreF Vóley | Estadio La Calderita, San Jerónimo Norte         |                                                  |
|                     |                      | ( 23-25, 25-23, 25-23, 22-25, 15-9 ) Reporte |              | Árbitro(s): * Andrés Villareal * Cristian Chunco | Árbitro(s): * Andrés Villareal * Cristian Chunco |

## Supercopa Master Banco Nación
La Supercopa Master, por motivos de patrocinio Supercopa Master Banco Nación, fue el primer torneo de la temporada. Participaron Libertad Burgi Vóley como equipo local, Ciudad Vóley por ser campeón vigente de la Copa ACLAV, UNTreF Vóley por ser vencedor de la Copa Desafío y PSM Vóley como equipo invitado. El campeón fue el equipo local.
|  | Semifinales          | Semifinales |              |                      | Final        | Final        |  |
|  |                      |             |              |                      |              |              |  |
|  |                      |             |              |                      |              |              |  |
|  | Libertad Burgi Vóley | 3           |              |                      |              |              |  |
|  | Libertad Burgi Vóley | 3           |              |                      |              |              |  |
|  | PSM Vóley            | 0           |              |                      |              |              |  |
|  | PSM Vóley            | 0           |              | Libertad Burgi Vóley | 3            |              |  |
|  |                      |             |              | Libertad Burgi Vóley | 3            |              |  |
|  |                      |             | UNTreF Vóley | 1                    |              |              |  |
|  | Ciudad Vóley         | 0           | UNTreF Vóley | 1                    |              |              |  |
|  | Ciudad Vóley         | 0           |              |                      |              |              |  |
|  | UNTreF Vóley         | 3           |              |                      | Tercer lugar | Tercer lugar |  |
|  | UNTreF Vóley         | 3           |              |                      | Tercer lugar | Tercer lugar |  |
|  |                      |             |              |                      |              |              |  |
|  |                      |             |              |                      | Ciudad Vóley | 3            |  |
|  |                      |             |              |                      | Ciudad Vóley | 3            |  |
|  |                      |             |              |                      | PSM Vóley    | 1            |  |
|  |                      |             |              |                      | PSM Vóley    | 1            |  |
|  |                      |             |              |                      |              |              |  |

Semifinales
| 11 de octubre, 21:00               | Libertad Burgi Vóley | 3 - 0                           | PSM Vóley | Estadio La Calderita, San Jerónimo Norte       |                                                |
|                                    |                      | ( 25-21, 25-13, 25-15 ) Reporte |           | Árbitro(s): * Víctor Bagala * Marcelo Pierobón | Árbitro(s): * Víctor Bagala * Marcelo Pierobón |
| Partido televisado por TyC Sports. |                      |                                 |           |                                                |                                                |

| 12 de octubre, 21:00 | Ciudad Vóley | 0 - 3                           | UNTreF Vóley | Estadio La Calderita, San Jerónimo Norte              |                                                       |
|                      |              | ( 18-25, 19-25, 20-25 ) Reporte |              | Árbitro(s): * Nicolás Jesús Casado * Marcelo Pierobón | Árbitro(s): * Nicolás Jesús Casado * Marcelo Pierobón |

Partido del tercer puesto
| 13 de octubre, 19:00 | Ciudad Vóley | 3 - 1                                  | PSM Vóley | Estadio La Calderita, San Jerónimo Norte           |                                                    |
|                      |              | ( 25-21, 20-25, 28-26, 25-15 ) Reporte |           | Árbitro(s): * Nicolás Jesús Casado * Víctor Bagala | Árbitro(s): * Nicolás Jesús Casado * Víctor Bagala |

Final
| 13 de octubre, 21:30               | Libertad Burgi Vóley | 3 - 1                                  | UNTreF Vóley | Estadio La Calderita, San Jerónimo Norte              |                                                       |
|                                    |                      | ( 23-25, 25-21, 25-15, 31-29 ) Reporte |              | Árbitro(s): * Marcelo Pierobón * Nicolás Jesús Casado | Árbitro(s): * Marcelo Pierobón * Nicolás Jesús Casado |
| Partido televisado por TyC Sports. |                      |                                        |              |                                                       |                                                       |

## Copa ACLAV
La Copa ACLAV se jugará entre la pretemporada y durante la temporada. Comenzó el 18 de octubre y finalizará en enero. Tiene un formato de eliminación directa entre los participantes para terminar con un "Final Four".
Semifinales
| 23 de enero, 20:00 | UPCN San Juan Vóley | 0 - 3                           | Obras (SJ) | Estadio Gorki Grana, Morón                         |                                                    |
|                    |                     | ( 30-32, 27-29, 17-25 ) Reporte |            | Árbitro(s): * José Luis Barrios * Marcelo Pierobón | Árbitro(s): * José Luis Barrios * Marcelo Pierobón |

| 23 de enero, 22:30                 | Ciudad Vóley | 3 - 2                                         | Libertad Burgi Vóley | Estadio Gorki Grana, Morón                        |                                                   |
|                                    |              | ( 25-22, 25-23, 18-25, 24-26, 18-16 ) Reporte |                      | Árbitro(s): * Cristian Chunco * Gabriel Fernández | Árbitro(s): * Cristian Chunco * Gabriel Fernández |
| Partido televisado por TyC Sports. |              |                                               |                      |                                                   |                                                   |

Tercer puesto
| 24 de enero, 20:00 | UPCN San Juan Vóley | 3 - 1                                  | Libertad Burgi Vóley | Estadio Gorki Grana, Morón                          |                                                     |
|                    |                     | ( 25-20, 20-25, 29-27, 25-22 ) Reporte |                      | Árbitro(s): * Gabriel Fernández * José Luis Barrios | Árbitro(s): * Gabriel Fernández * José Luis Barrios |

Final
| 24 de enero, 22:30                 | Ciudad Vóley | 1 - 3                                  | Obras (SJ) | Estadio Gorki Grana, Morón                       |                                                  |
|                                    |              | ( 25-18, 17-25, 16-25, 23-25 ) Reporte |            | Árbitro(s): * Marcelo Pierobón * Cristian Chunco | Árbitro(s): * Marcelo Pierobón * Cristian Chunco |
| Partido televisado por TyC Sports. |              |                                        |            |                                                  |                                                  |

## Fase regular

### Posiciones
Referencia: scoresway.com.
| Pos. | Equipo               | Pts | Partidos | Partidos | Partidos | Sets | Sets | Tantos | Tantos |
| Pos. | Equipo               | Pts | PJ       | PG       | PP       | SG   | SP   | TG     | TP     |
| ---- | -------------------- | --- | -------- | -------- | -------- | ---- | ---- | ------ | ------ |
| 1.º  | Bolívar Vóley        | 47  | 18       | 17       | 1        | 51   | 17   | 1618   | 1407   |
| 2.º  | Obras (San Juan)     | 43  | 18       | 13       | 5        | 49   | 25   | 1679   | 1581   |
| 3.º  | UPCN San Juan Vóley  | 39  | 18       | 13       | 5        | 45   | 24   | 1610   | 1486   |
| 4.º  | Libertad Burgi Vóley | 35  | 18       | 12       | 6        | 43   | 30   | 1662   | 1567   |
| 5.º  | UNTreF Vóley1        | 29  | 18       | 12       | 6        | 38   | 35   | 1617   | 1625   |
| 6.º  | Gigantes del Sur1    | 29  | 18       | 9        | 9        | 40   | 35   | 1663   | 1605   |
| 7.º  | Ciudad Vóley         | 17  | 18       | 5        | 13       | 28   | 42   | 1485   | 1596   |
| 8.º  | River Plate1         | 15  | 18       | 5        | 13       | 25   | 46   | 1550   | 1646   |
| 9.º  | Monteros Vóley1      | 15  | 18       | 4        | 14       | 28   | 48   | 1600   | 1739   |
| 10.º | PSM Vóley            | 1   | 18       | 0        | 18       | 9    | 54   | 1313   | 1545   |

|  |                                  |
|  | Clasificados a cuartos de final. |

1: Los desempates entre UNTreF Vóley y Gigantes del Sur y River Plate y Monteros Vóley Club se definieron con el primer criterio del reglamento; la cantidad de partidos ganados por cada equipo. UNTreF Vóley y River Plate resultó ganador del desempate.

### Resultados
| Weekend 1           | Weekend 1 | Weekend 1            | Weekend 1               | Weekend 1      | Weekend 1 | Weekend 1 | Weekend 1 | Weekend 1 | Weekend 1 |
| Local               | Resul     | Visitante            | Estadio                 | Fecha          | Set 1     | Set 2     | Set 3     | Set 4     | Set 5     |
| ------------------- | --------- | -------------------- | ----------------------- | -------------- | --------- | --------- | --------- | --------- | --------- |
| River Plate         | 3 - 1     | PSM Vóley            | Microestadio UNTreF     | 1 de noviembre | 25-20     | 25-20     | 19-25     | 26-24     |           |
| UNTreF Vóley        | 0 - 3     | Libertad Burgi Vóley | Microestadio UNTreF     | 1 de noviembre | 18-25     | 20-25     | 20-25     |           |           |
| UPCN San Juan Vóley | 3 - 0     | Gigantes del Sur     | Nuestra Señora de Luján | 1 de noviembre | 28-26     | 25-22     | 25-18     |           |           |
| River Plate         | 3 - 1     | Libertad Burgi Vóley | Microestadio UNTreF     | 3 de noviembre | 23-25     | 25-21     | 25-20     | 25-23     |           |
| UNTreF Vóley        | 3 - 0     | PSM Vóley            | Microestadio UNTreF     | 3 de noviembre | 25-22     | 25-22     | 25-21     |           |           |
| Bolívar Vóley       | 3 - 1     | Ciudad Vóley         | República de Venezuela  | 3 de noviembre | 25-17     | 25-21     | 18-25     | 25-15     |           |
| Obras (SJ)          | 3 - 2     | Gigantes del Sur     | Aldo Cantoni            | 3 de noviembre | 24-26     | 24-26     | 25-23     | 25-17     | 15-11     |

| Weekend 2            | Weekend 2 | Weekend 2           | Weekend 2               | Weekend 2       | Weekend 2 | Weekend 2 | Weekend 2 | Weekend 2 | Weekend 2 |
| Local                | Resul     | Visitante           | Estadio                 | Fecha           | Set 1     | Set 2     | Set 3     | Set 4     | Set 5     |
| -------------------- | --------- | ------------------- | ----------------------- | --------------- | --------- | --------- | --------- | --------- | --------- |
| Monteros Vóley Club  | 1 - 3     | Obras (SJ)          | Polideportivo Municipal | 8 de noviembre  | 18-25     | 20-25     | 25-18     | 16-25     |           |
| PSM Vóley            | 0 - 3     | Bolívar Vóley       | La Calderita            | 9 de noviembre  | 19-25     | 18-25     | 20-25     |           |           |
| Libertad Burgi Vóley | 3 - 1     | Ciudad Vóley        | La Calderita            | 9 de noviembre  | 29-31     | 25-19     | 25-23     | 25-19     |           |
| Monteros Vóley Club  | 3 - 2     | UPCN San Juan Vóley | Polideportivo Municipal | 10 de noviembre | 25-23     | 25-21     | 22-25     | 21-25     | 15-12     |
| PSM Vóley            | 1 - 3     | Ciudad Vóley        | La Calderita            | 11 de noviembre | 22-25     | 27-25     | 22-25     | 19-25     |           |
| Libertad Burgi Vóley | 0 - 3     | Bolívar Vóley       | La Calderita            | 12 de noviembre | 23-25     | 22-25     | 22-25     |           |           |

| Weekend 3           | Weekend 3 | Weekend 3            | Weekend 3               | Weekend 3       | Weekend 3 | Weekend 3 | Weekend 3 | Weekend 3 | Weekend 3 |
| Local               | Resul     | Visitante            | Estadio                 | Fecha           | Set 1     | Set 2     | Set 3     | Set 4     | Set 5     |
| ------------------- | --------- | -------------------- | ----------------------- | --------------- | --------- | --------- | --------- | --------- | --------- |
| River Plate         | 1 - 3     | UNTreF Vóley         | Microestadio UNTreF     | 22 de noviembre | 24-26     | 25-19     | 22-25     | 20-25     |           |
| Monteros Vóley Club | 1 - 3     | Bolívar Vóley        | Polideportivo Municipal | 23 de noviembre | 16-25     | 25-23     | 20-25     | 22-25     |           |
| Gigantes del Sur    | 3 - 2     | PSM Vóley            | Ruca Che                | 23 de noviembre | 18-25     | 25-23     | 25-18     | 21-25     | 16-14     |
| Gigantes del Sur    | 2 - 3     | Libertad Burgi Vóley | Ruca Che                | 25 de noviembre | 25-23     | 21-25     | 22-25     | 25-22     | 14-16     |
| Monteros Vóley Club | 3 - 2     | Ciudad Vóley         | Polideportivo Municipal | 25 de noviembre | 13-25     | 25-17     | 17-25     | 27-25     | 15-11     |

| Weekend 4            | Weekend 4 | Weekend 4           | Weekend 4              | Weekend 4       | Weekend 4 | Weekend 4 | Weekend 4 | Weekend 4 | Weekend 4 |
| Local                | Resul     | Visitante           | Estadio                | Fecha           | Set 1     | Set 2     | Set 3     | Set 4     | Set 5     |
| -------------------- | --------- | ------------------- | ---------------------- | --------------- | --------- | --------- | --------- | --------- | --------- |
| Ciudad Vóley         | 1 - 3     | Obras (SJ)          | Gorki Grana            | 30 de noviembre | 16-25     | 25-21     | 21-25     | 21-25     |           |
| Gigantes del Sur     | 3 - 2     | River Plate         | Campus IFES            | 30 de noviembre | 21-25     | 25-19     | 23-25     | 27-25     | 15-12     |
| Bolívar Vóley        | 3 - 1     | UPCN San Juan Vóley | República de Venezuela | 30 de noviembre | 25-15     | 29-27     | 24-26     | 25-21     |           |
| Libertad Burgi Vóley | 3 - 2     | Monteros Vóley Club | La Calderita           | 30 de noviembre | 23-25     | 27-29     | 26-24     | 25-21     | 15-10     |
| Ciudad Vóley         | 1 - 3     | UPCN San Juan Vóley | Gorki Grana            | 2 de diciembre  | 25-23     | 20-25     | 20-25     | 16-25     |           |
| PSM Vóley            | 1 - 3     | Monteros Vóley Club | Club Paraná            | 2 de diciembre  | 20-25     | 25-23     | 21-25     | 19-25     |           |
| Gigantes del Sur     | 1 - 3     | UNTreF Vóley        | Campus IFES            | 2 de diciembre  | 23-25     | 27-25     | 22-25     | 17-25     |           |
| Bolívar Vóley        | 3 - 2     | Obras (SJ)          | República de Venezuela | 2 de diciembre  | 25-16     | 24-26     | 25-14     | 19-25     | 16-14     |

| Weekend 5            | Weekend 5 | Weekend 5        | Weekend 5               | Weekend 5       | Weekend 5 | Weekend 5 | Weekend 5 | Weekend 5 | Weekend 5 |
| Local                | Resul     | Visitante        | Estadio                 | Fecha           | Set 1     | Set 2     | Set 3     | Set 4     | Set 5     |
| -------------------- | --------- | ---------------- | ----------------------- | --------------- | --------- | --------- | --------- | --------- | --------- |
| Libertad Burgi Vóley | 3 - 0     | PSM Vóley        | La Calderita            | 13 de diciembre | 25-19     | 25-14     | 28-26     |           |           |
| Obras (SJ)           | 3 - 1     | UNTreF Vóley     | Ambrosini UNSJ          | 14 de diciembre | 25-22     | 25-16     | 19-25     | 25-21     |           |
| UPCN San Juan Vóley  | 3 - 1     | River Plate      | Ambrosini UNSJ          | 14 de diciembre | 25-18     | 23-25     | 25-20     | 32-30     |           |
| Obras (SJ)           | 3 - 0     | River Plate      | Ambrosini UNSJ          | 16 de diciembre | 25-22     | 25-22     | 30-28     |           |           |
| UPCN San Juan Vóley  | 3 - 1     | UNTreF Vóley     | Ambrosini UNSJ          | 16 de diciembre | 25-21     | 25-17     | 22-25     | 25-21     |           |
| Monteros Vóley Club  | 1 - 3     | Gigantes del Sur | Polideportivo Municipal | 16 de diciembre | 23-25     | 20-25     | 25-18     | 23-25     |           |

| Weekend 6            | Weekend 6 | Weekend 6           | Weekend 6           | Weekend 6       | Weekend 6 | Weekend 6 | Weekend 6 | Weekend 6 | Weekend 6 |
| Local                | Resul     | Visitante           | Estadio             | Fecha           | Set 1     | Set 2     | Set 3     | Set 4     | Set 5     |
| -------------------- | --------- | ------------------- | ------------------- | --------------- | --------- | --------- | --------- | --------- | --------- |
| River Plate          | 0 - 3     | Bolívar Vóley       | Microestadio UNTreF | 20 de diciembre | 17-25     | 18-25     | 19-25     |           |           |
| UNTreF Vóley         | 3 - 2     | Ciudad Vóley        | Microestadio UNTreF | 20 de diciembre | 25-15     | 30-28     | 26-28     | 20-25     | 15-7      |
| Libertad Burgi Vóley | 3 - 2     | Obras (SJ)          | La Calderita        | 20 de diciembre | 26-28     | 25-17     | 25-18     | 22-25     | 16-14     |
| PSM Vóley            | 1 - 3     | UPCN San Juan Vóley | Club Paraná         | 20 de diciembre | 21-25     | 25-20     | 23-25     | 16-25     |           |
| River Plate          | 0 - 3     | Ciudad Vóley        | Microestadio UNTreF | 22 de diciembre | 23-25     | 22-25     | 21-25     |           |           |
| UNTreF Vóley         | 0 - 3     | Bolívar Vóley       | Microestadio UNTreF | 22 de diciembre | 17-25     | 21-25     | 17-25     |           |           |
| Libertad Burgi Vóley | 0 - 3     | UPCN San Juan Vóley | La Calderita        | 22 de diciembre | 19-25     | 22-25     | 19-25     |           |           |
| PSM Vóley            | 0 - 3     | Obras (SJ)          | Club Paraná         | 22 de diciembre | 22-25     | 21-25     | 20-25     |           |           |

| Weekend 7           | Weekend 7 | Weekend 7        | Weekend 7               | Weekend 7       | Weekend 7 | Weekend 7 | Weekend 7 | Weekend 7 | Weekend 7 |
| Local               | Resul     | Visitante        | Estadio                 | Fecha           | Set 1     | Set 2     | Set 3     | Set 4     | Set 5     |
| ------------------- | --------- | ---------------- | ----------------------- | --------------- | --------- | --------- | --------- | --------- | --------- |
| Monteros Vóley Club | 1 - 3     | UNTreF Vóley     | Polideportivo Municipal | 17 de noviembre | 25-19     | 24-26     | 14-25     | 28-30     |           |
| UPCN San Juan Vóley | 3 - 2     | Obras (SJ)       | Aldo Cantoni            | 22 de noviembre | 23-25     | 21-25     | 25-18     | 25-9      | 15-10     |
| Bolívar Vóley       | 3 - 2     | Gigantes del Sur | República de Venezuela  | 3 de enero      | 25-19     | 25-17     | 23-25     | 18-25     | 15-10     |
| Ciudad Vóley        | 0 - 3     | Gigantes del Sur | Gorki Grana             | 6 de enero      | 11-25     | 16-25     | 27-29     |           |           |
| Monteros Vóley Club | 2 - 3     | River Plate      | Polideportivo Municipal | 6 de enero      | 25-20     | 15-25     | 22-25     | 25-18     | 9-15      |

| Weekend 8            | Weekend 8 | Weekend 8           | Weekend 8    | Weekend 8   | Weekend 8 | Weekend 8 | Weekend 8 | Weekend 8 | Weekend 8 |
| Local                | Resul     | Visitante           | Estadio      | Fecha       | Set 1     | Set 2     | Set 3     | Set 4     | Set 5     |
| -------------------- | --------- | ------------------- | ------------ | ----------- | --------- | --------- | --------- | --------- | --------- |
| Gigantes del Sur     | 3 - 2     | UPCN San Juan Vóley | Ruca Che     | 10 de enero | 25-19     | 18-25     | 27-25     | 18-25     | 15-9      |
| PSM Vóley            | 1 - 3     | River Plate         | Club Paraná  | 10 de enero | 25-21     | 17-25     | 21-25     | 20-25     |           |
| Libertad Burgi Vóley | 2 - 3     | UNTreF Vóley        | La Calderita | 10 de enero | 24-26     | 25-15     | 26-28     | 25-20     | 11-15     |
| Gigantes del Sur     | 1 - 3     | Obras (SJ)          | Ruca Che     | 12 de enero | 25-18     | 21-25     | 21-25     | 21-25     |           |
| Libertad Burgi Vóley | 3 - 1     | River Plate         | La Calderita | 12 de enero | 25-21     | 25-22     | 17-25     | 25-18     |           |
| PSM Vóley            | 0 - 3     | UNTreF Vóley        | Club Paraná  | 12 de enero | 23-25     | 19-25     | 18-25     |           |           |
| Ciudad Vóley         | 1 - 3     | Bolívar Vóley       | Gorki Grana  | 13 de enero | 20-25     | 20-25     | 25-17     | 18-25     |           |

| Weekend 9           | Weekend 9 | Weekend 9            | Weekend 9              | Weekend 9   | Weekend 9 | Weekend 9 | Weekend 9 | Weekend 9 | Weekend 9 |
| Local               | Resul     | Visitante            | Estadio                | Fecha       | Set 1     | Set 2     | Set 3     | Set 4     | Set 5     |
| ------------------- | --------- | -------------------- | ---------------------- | ----------- | --------- | --------- | --------- | --------- | --------- |
| Ciudad Vóley        | 1 - 3     | Libertad Burgi Vóley | Gorki Grana            | 18 de enero | 25-21     | 22-25     | 16-25     | 19-25     |           |
| Bolívar Vóley       | 3 - 0     | PSM Vóley            | República de Venezuela | 18 de enero | 27-25     | 25-19     | 25-18     |           |           |
| Obras (SJ)          | 3 - 0     | Monteros Vóley Club  | Aldo Cantoni           | 18 de enero | 25-22     | 25-21     | 25-19     |           |           |
| Ciudad Vóley        | 3 - 0     | PSM Vóley            | Gorki Grana            | 20 de enero | 25-20     | 26-24     | 25-18     |           |           |
| Bolívar Vóley       | 3 - 2     | Libertad Burgi Vóley | República de Venezuela | 20 de enero | 25-22     | 16-25     | 16-25     | 25-17     | 15-10     |
| UPCN San Juan Vóley | 3 - 1     | Monteros Vóley Club  | Aldo Cantoni           | 20 de enero | 25-19     | 25-22     | 22-25     | 25-22     |           |

| Weekend 10           | Weekend 10 | Weekend 10          | Weekend 10             | Weekend 10   | Weekend 10 | Weekend 10 | Weekend 10 | Weekend 10 | Weekend 10 |
| Local                | Resul      | Visitante           | Estadio                | Fecha        | Set 1      | Set 2      | Set 3      | Set 4      | Set 5      |
| -------------------- | ---------- | ------------------- | ---------------------- | ------------ | ---------- | ---------- | ---------- | ---------- | ---------- |
| UNTreF Vóley         | 3 - 2      | River Plate         | Microestadio UNTreF    | 18 de enero  | 25-27      | 25-23      | 25-17      | 23-25      | 15-11      |
| Bolívar Vóley        | 3 - 1      | Monteros Vóley Club | República de Venezuela | 1 de febrero | 25-14      | 37-39      | 25-18      | 25-23      |            |
| PSM Vóley            | 0 - 3      | Gigantes del Sur    | Club Paraná            | 1 de febrero | 19-25      | 19-25      | 16-25      |            |            |
| Ciudad Vóley         | 3 - 2      | Monteros Vóley Club | Gorki Grana            | 3 de febrero | 25-20      | 25-17      | 23-25      | 22-25      | 16-14      |
| Libertad Burgi Vóley | 3 - 1      | Gigantes del Sur    | La Calderita           | 3 de febrero | 27-25      | 25-22      | 20-25      | 25-17      |            |

| Weekend 11          | Weekend 11 | Weekend 11           | Weekend 11              | Weekend 11    | Weekend 11 | Weekend 11 | Weekend 11 | Weekend 11 | Weekend 11 |
| Local               | Resul      | Visitante            | Estadio                 | Fecha         | Set 1      | Set 2      | Set 3      | Set 4      | Set 5      |
| ------------------- | ---------- | -------------------- | ----------------------- | ------------- | ---------- | ---------- | ---------- | ---------- | ---------- |
| Obras (SJ)          | 3 - 1      | Ciudad Vóley         | Aldo Cantoni            | 7 de febrero  | 25-19      | 25-16      | 17-25      | 25-22      |            |
| UPCN San Juan Vóley | 0 - 3      | Bolívar Vóley        | Aldo Cantoni            | 7 de febrero  | 20-25      | 29-31      | 18-25      |            |            |
| River Plate         | 1 - 3      | Gigantes del Sur     | Microestadio UNTreF     | 8 de febrero  | 23-25      | 25-22      | 23-25      | 16-25      |            |
| Monteros Vóley Club | 3 - 1      | PSM Vóley            | Polideportivo Municipal | 8 de febrero  | 25-14      | 25-21      | 22-25      | 25-20      |            |
| Obras (SJ)          | 3 - 0      | Bolívar Vóley        | Aldo Cantoni            | 9 de febrero  | 25-21      | 25-21      | 25-22      |            |            |
| UPCN San Juan Vóley | 3 - 0      | Ciudad Vóley         | Aldo Cantoni            | 9 de febrero  | 25-20      | 25-16      | 25-19      |            |            |
| UNTreF Vóley        | 3 - 2      | Gigantes del Sur     | Microestadio UNTreF     | 10 de febrero | 20-25      | 25-23      | 17-25      | 25-20      | 15-13      |
| Monteros Vóley      | 0 - 3      | Libertad Burgi Vóley | Polideportivo Municipal | 10 de febrero | 22-25      | 23-25      | 16-25      |            |            |

| Weekend 12       | Weekend 12 | Weekend 12           | Weekend 12               | Weekend 12    | Weekend 12 | Weekend 12 | Weekend 12 | Weekend 12 | Weekend 12 |
| Local            | Resul      | Visitante            | Estadio                  | Fecha         | Set 1      | Set 2      | Set 3      | Set 4      | Set 5      |
| ---------------- | ---------- | -------------------- | ------------------------ | ------------- | ---------- | ---------- | ---------- | ---------- | ---------- |
| River Plate      | 0 - 3      | UPCN San Juan Vóley  | Microestadio River Plate | 15 de febrero | 26-28      | 23-25      | 22-25      |            |            |
| UNTreF Vóley     | 3 - 2      | Obras (SJ)           | Microestadio UNTreF      | 15 de febrero | 22-25      | 25-22      | 25-20      | 22-25      | 15-10      |
| River Plate      | 1 - 3      | Obras (SJ)           | Microestadio River Plate | 17 de febrero | 17-25      | 20-25      | 30-28      | 20-25      |            |
| UNTreF Vóley     | 0 - 3      | UPCN San Juan Vóley  | Microestadio UNTreF      | 17 de febrero | 19-25      | 20-25      | 22-25      |            |            |
| Gigantes del Sur | 3 - 0      | Monteros Vóley       | Ruca Che                 | 17 de febrero | 25-21      | 25-15      | 25-17      |            |            |
| PSM Vóley        | 0 - 3      | Libertad Burgi Vóley | Club Paraná              | 1 de marzo    | 24-26      | 23-25      | 20-25      |            |            |

| Weekend 13          | Weekend 13 | Weekend 13           | Weekend 13             | Weekend 13    | Weekend 13 | Weekend 13 | Weekend 13 | Weekend 13 | Weekend 13 |
| Local               | Resul      | Visitante            | Estadio                | Fecha         | Set 1      | Set 2      | Set 3      | Set 4      | Set 5      |
| ------------------- | ---------- | -------------------- | ---------------------- | ------------- | ---------- | ---------- | ---------- | ---------- | ---------- |
| UPCN San Juan Vóley | 3 - 2      | Libertad Burgi Vóley | Aldo Cantoni           | 20 de febrero | 18-25      | 20-25      | 25-20      | 25-20      | 15-11      |
| Ciudad Vóley        | 2 - 3      | UNTreF Vóley         | Gorki Grana            | 21 de febrero | 25-23      | 25-17      | 22-25      | 25-27      | 11-15      |
| Bolívar Vóley       | 3 - 1      | River Plate          | República de Venezuela | 21 de febrero | 23-25      | 25-20      | 25-21      | 25-13      |            |
| Obras (SJ)          | 2 - 3      | Libertad Burgi Vóley | Aldo Cantoni           | 22 de febrero | 25-21      | 21-25      | 22-25      | 25-15      | 10-15      |
| UPCN San Juan Vóley | 3 - 0      | PSM Vóley            | Aldo Cantoni           | 22 de febrero | 25-22      | 25-19      | 25-19      |            |            |
| Ciudad Vóley        | 3 - 0      | River Plate          | Gorki Grana            | 23 de febrero | 25-15      | 25-21      | 25-21      |            |            |
| Bolívar Vóley       | 3 - 0      | UNTreF Vóley         | República de Venezuela | 23 de febrero | 27-25      | 25-17      | 28-16      |            |            |
| Obras (SJ)          | 3 - 1      | PSM Vóley            | Aldo Cantoni           | 23 de febrero | 27-29      | 25-21      | 25-19      | 25-18      |            |

| Disputa del Sudamericano de clubes; del 26 de febrero al 2 de marzo. |
| -------------------------------------------------------------------- |

| Weekend 14       | Weekend 14 | Weekend 14          | Weekend 14          | Weekend 14 | Weekend 14 | Weekend 14 | Weekend 14 | Weekend 14 | Weekend 14 |
| Local            | Resul      | Visitante           | Estadio             | Fecha      | Set 1      | Set 2      | Set 3      | Set 4      | Set 5      |
| ---------------- | ---------- | ------------------- | ------------------- | ---------- | ---------- | ---------- | ---------- | ---------- | ---------- |
| River Plate      | 3 - 2      | Monteros Vóley      | Microestadio UNTreF | 7 de marzo | 18-25      | 25-15      | 23-25      | 25-20      | 15-7       |
| Gigantes del Sur | 2 - 3      | Bolívar Vóley       | Ruca Che            | 7 de marzo | 16-25      | 25-21      | 23-25      | 25-18      | 17-19      |
| UNTreF Vóley     | 3 - 2      | Monteros Vóley Club | Microestadio UNTreF | 9 de marzo | 25-23      | 23-25      | 23-25      | 25-17      | 15-10      |
| Gigantes del Sur | 3 - 0      | Ciudad Vóley        | Ruca Che            | 9 de marzo | 25-15      | 25-15      | 25-14      |            |            |
| Obras (SJ)       | 3 - 1      | UPCN San Juan Vóley | Aldo Cantoni        | 9 de marzo | 25-23      | 24-26      | 25-19      | 25-17      |            |

## Segunda fase, play-offs
|  | Cuartos de final | Cuartos de final     | Cuartos de final |                      |     | Semifinales      | Semifinales | Semifinales |  |     | Final         | Final | Final |  |
|  |                  |                      |                  |                      |     |                  |             |             |  |     |               |       |       |  |
|  |                  |                      |                  |                      |     |                  |             |             |  |     |               |       |       |  |
|  | 1.°              | Bolívar Vóley        | 3                |                      |     |                  |             |             |  |     |               |       |       |  |
|  | 1.°              | Bolívar Vóley        | 3                |                      |     |                  |             |             |  |     |               |       |       |  |
|  | 8.°              | River Plate          | 0                |                      |     |                  |             |             |  |     |               |       |       |  |
|  | 8.°              | River Plate          | 0                |                      | 1.° | Bolívar Vóley    | 3           |             |  |     |               |       |       |  |
|  |                  |                      |                  |                      | 1.° | Bolívar Vóley    | 3           |             |  |     |               |       |       |  |
|  |                  |                      | 4.°              | Libertad Burgi Vóley | 0   |                  |             |             |  |     |               |       |       |  |
|  | 4.°              | Libertad Burgi Vóley | 4.°              | Libertad Burgi Vóley | 0   | 3                |             |             |  |     |               |       |       |  |
|  | 4.°              | Libertad Burgi Vóley |                  |                      |     |                  |             |             |  |     |               |       |       |  |
|  | 5.°              | UNTreF Vóley         | 0                |                      |     |                  |             |             |  |     |               |       |       |  |
|  | 5.°              | UNTreF Vóley         | 0                |                      |     |                  |             |             |  | 1.° | Bolívar Vóley | 3     |       |  |
|  |                  |                      |                  |                      |     |                  |             |             |  | 1.° | Bolívar Vóley | 3     |       |  |
|  |                  |                      | 2.°              | Obras (San Juan)     | 2   |                  |             |             |  |     |               |       |       |  |
|  | 2.°              | Obras (San Juan)     | 2.°              | Obras (San Juan)     | 2   | 3                |             |             |  |     |               |       |       |  |
|  | 2.°              | Obras (San Juan)     |                  |                      |     |                  |             |             |  |     |               |       |       |  |
|  | 7.°              | Ciudad Vóley         | 0                |                      |     |                  |             |             |  |     |               |       |       |  |
|  | 7.°              | Ciudad Vóley         | 0                |                      | 2.° | Obras (San Juan) | 3           |             |  |     |               |       |       |  |
|  |                  |                      |                  |                      | 2.° | Obras (San Juan) | 3           |             |  |     |               |       |       |  |
|  |                  |                      | 3.°              | UPCN San Juan Vóley  | 1   |                  |             |             |  |     |               |       |       |  |
|  | 3.°              | UPCN San Juan Vóley  | 3.°              | UPCN San Juan Vóley  | 1   | 3                |             |             |  |     |               |       |       |  |
|  | 3.°              | UPCN San Juan Vóley  |                  |                      |     |                  |             |             |  |     |               |       |       |  |
|  | 6.°              | Gigantes del Sur     | 1                |                      |     |                  |             |             |  |     |               |       |       |  |
|  | 6.°              | Gigantes del Sur     | 1                |                      |     |                  |             |             |  |     |               |       |       |  |
|  |                  |                      |                  |                      |     |                  |             |             |  |     |               |       |       |  |

Nota: los resultados que figuran a la derecha de los equipos son la cantidad de partidos ganados en la serie.

### Cuartos de final
Bolívar Vóley - River Plate
| 14 de marzo, 22:00                 | Bolívar Vóley | 3 - 0                           | River Plate | Estadio Rep. de Venezuela, Bolívar                 |                                                    |
|                                    |               | ( 25-21, 28-26, 25-17 ) Reporte |             | Árbitro(s): * Ricardo Cabrera * Hernán Casamiquela | Árbitro(s): * Ricardo Cabrera * Hernán Casamiquela |
| Partido televisado por TyC Sports. |               |                                 |             |                                                    |                                                    |

| 16 de marzo, 21:30 | Bolívar Vóley | 3 - 1                                  | River Plate | Estadio Rep. de Venezuela, Bolívar                 |                                                    |
|                    |               | ( 23-25, 26-24, 26-24, 25-22 ) Reporte |             | Árbitro(s): * Hernán Casamiquela * Ricardo Cabrera | Árbitro(s): * Hernán Casamiquela * Ricardo Cabrera |

| 21 de marzo, 18:00 | River Plate | 2 - 3                                         | Bolívar Vóley | Microestadio UNTreF, Tres de Febrero          |                                               |
|                    |             | ( 25-23, 25-22, 25-27, 21-25, 11-15 ) Reporte |               | Árbitro(s): * Karina René * José Luis Barrios | Árbitro(s): * Karina René * José Luis Barrios |

Obras (San Juan) - Ciudad Vóley
| 15 de marzo, 21:00 | Obras (SJ) | 3 - 1                                  | Ciudad Vóley | Estadio Ambrosini UNSJ, San Juan                   |                                                    |
|                    |            | ( 25-21, 25-11, 23-25, 25-22 ) Reporte |              | Árbitro(s): * Nicolás Jesús Casado * Fabián Concia | Árbitro(s): * Nicolás Jesús Casado * Fabián Concia |

| 17 de marzo, 21:00 | Obras (SJ) | 3 - 1                                  | Ciudad Vóley | Estadio Aldo Cantoni, San Juan                     |                                                    |
|                    |            | ( 25-21, 25-21, 22-25, 25-20 ) Reporte |              | Árbitro(s): * Fabián Concia * Nicolás Jesús Casado | Árbitro(s): * Fabián Concia * Nicolás Jesús Casado |

| 22 de marzo, 20:30 | Ciudad Vóley | 2 - 3                                         | Obras (SJ) | Estadio Gorki Grana, Morón                             |                                                        |
|                    |              | ( 25-23, 20-25, 22-25, 26-24, 10-15 ) Reporte |            | Árbitro(s): * Sebastián Cagiao * Pablo Sebastián Pérez | Árbitro(s): * Sebastián Cagiao * Pablo Sebastián Pérez |

UPCN San Juan Vóley - Gigantes del Sur
| 14 de marzo, 21:00 | UPCN San Juan Vóley | 2 - 3                                         | Gigantes del Sur | Estadio Aldo Cantoni, San Juan                     |                                                    |
|                    |                     | ( 25-17, 25-20, 23-25, 21-25, 13-15 ) Reporte |                  | Árbitro(s): * José Luis Barrios * Marcelo Pierobón | Árbitro(s): * José Luis Barrios * Marcelo Pierobón |

| 16 de marzo, 21:00 | UPCN San Juan Vóley | 3 - 1                                  | Gigantes del Sur | Estadio Aldo Cantoni, San Juan                     |                                                    |
|                    |                     | ( 25-22, 20-25, 25-15, 25-20 ) Reporte |                  | Árbitro(s): * Marcelo Pierobón * José Luis Barrios | Árbitro(s): * Marcelo Pierobón * José Luis Barrios |

| 22 de marzo, 21:00 | Gigantes del Sur | 1 - 3                                  | UPCN San Juan Vóley | Estadio Ruca Che, Neuquén                          |                                                    |
|                    |                  | ( 25-18, 21-25, 18-25, 17-25 ) Reporte |                     | Árbitro(s): * Fernando Montivero * Fernando Romano | Árbitro(s): * Fernando Montivero * Fernando Romano |

| 24 de marzo, 21:00 | Gigantes del Sur | 2 - 3                                        | UPCN San Juan Vóley | Estadio Ruca Che, Neuquén                          |                                                    |
|                    |                  | ( 20-25, 25-19, 19-25, 25-23, 6-15 ) Reporte |                     | Árbitro(s): * Fernando Romano * Fernando Montivero | Árbitro(s): * Fernando Romano * Fernando Montivero |

Libertad Burgi Vóley - UNTreF Vóley
| 14 de marzo, 21:00 | Libertad Burgi Vóley | 3 - 0                           | UNTreF Vóley | Estadio La Calderita, San Jerónimo Norte          |                                                   |
|                    |                      | ( 25-22, 25-22, 25-15 ) Reporte |              | Árbitro(s): * Cristian Chunco * Andrés Villarreal | Árbitro(s): * Cristian Chunco * Andrés Villarreal |

| 16 de marzo, 21:00 | Libertad Burgi Vóley | 3 - 1                                  | UNTreF Vóley | Estadio La Calderita, San Jerónimo Norte          |                                                   |
|                    |                      | ( 20-25, 25-20, 25-22, 25-23 ) Reporte |              | Árbitro(s): * Andrés Villarreal * Cristian Chunco | Árbitro(s): * Andrés Villarreal * Cristian Chunco |

| 21 de marzo, 21:00 | UNTreF Vóley | 1 - 3                                  | Libertad Burgi Vóley | Microestadio UNTreF, Tres de Febrero           |                                                |
|                    |              | ( 21-25, 25-19, 22-25, 22-25 ) Reporte |                      | Árbitro(s): * Gabriel Fernández * Luis Fuentes | Árbitro(s): * Gabriel Fernández * Luis Fuentes |

### Semifinales
Bolívar Vóley - Libertad Burgi Vóley
| 28 de marzo, 21:00 | Bolívar Vóley | 3 - 0                           | Libertad Burgi Vóley | Estadio Rep. de Venezuela, Bolívar                  |                                                     |
|                    |               | ( 25-22, 25-20, 25-23 ) Reporte |                      | Árbitro(s): * Marcelo Pierobón * Hernán Casamiquela | Árbitro(s): * Marcelo Pierobón * Hernán Casamiquela |

| 30 de marzo, 21:30 | Bolívar Vóley | 3 - 0                           | Libertad Burgi Vóley | Estadio Rep. de Venezuela, Bolívar                  |                                                     |
|                    |               | ( 25-18, 25-12, 25-14 ) Reporte |                      | Árbitro(s): * Hernán Casamiquela * Marcelo Pierobón | Árbitro(s): * Hernán Casamiquela * Marcelo Pierobón |

| 4 de abril, 21:00 | Libertad Burgi Vóley | 1 - 3                                  | Bolívar Vóley | Estadio La Calderita, San Jerónimo Norte          |                                                   |
|                   |                      | ( 25-20, 20-25, 22-25, 21-25 ) Reporte |               | Árbitro(s): * Gabriel Fernández * Ricardo Cabrera | Árbitro(s): * Gabriel Fernández * Ricardo Cabrera |

Obras (San Juan) - UPCN San Juan Vóley
| 28 de marzo, 21:30 | Obras (SJ) | 3 - 1                                  | UPCN San Juan Vóley | Estadio Aldo Cantoni, San Juan                     |                                                    |
|                    |            | ( 25-16, 25-15, 19-25, 25-20 ) Reporte |                     | Árbitro(s): * Sebastián Cagiao * José Luis Barrios | Árbitro(s): * Sebastián Cagiao * José Luis Barrios |

| 31 de marzo, 21:30 | Obras (SJ) | 3 - 1                                  | UPCN San Juan Vóley | Estadio Aldo Cantoni, San Juan                     |                                                    |
|                    |            | ( 28-30, 25-23, 25-19, 25-21 ) Reporte |                     | Árbitro(s): * José Luis Barrios * Sebastián Cagiao | Árbitro(s): * José Luis Barrios * Sebastián Cagiao |

| 4 de abril, 22:00 | UPCN San Juan Vóley | 3 - 2                                         | Obras (SJ) | Estadio Aldo Cantoni, San Juan                       |                                                      |
|                   |                     | ( 19-25, 25-19, 25-23, 28-30, 15-11 ) Reporte |            | Árbitro(s): * Fernando Romano * Nicolás Jesús Casado | Árbitro(s): * Fernando Romano * Nicolás Jesús Casado |

| 6 de abril, 22:00 | UPCN San Juan Vóley | 2 - 3                                         | Obras (SJ) | Estadio Aldo Cantoni, San Juan                       |                                                      |
|                   |                     | ( 25-23, 25-16, 20-25, 18-25, 13-15 ) Reporte |            | Árbitro(s): * Nicolás Jesús Casado * Fernando Romano | Árbitro(s): * Nicolás Jesús Casado * Fernando Romano |

### Final
Bolívar Vóley - Obras (San Juan)
| 12 de abril, 21:00                 | Bolívar Vóley | 3 - 0                           | Obras (SJ) | Estadio Rep. de Venezuela, Bolívar                |                                                   |
|                                    |               | ( 25-14, 25-21, 25-22 ) Reporte |            | Árbitro(s): * Sebastián Cagiao * Marcelo Pierobón | Árbitro(s): * Sebastián Cagiao * Marcelo Pierobón |
| Partido televisado por TyC Sports. |               |                                 |            |                                                   |                                                   |

| 14 de abril, 13:00                 | Bolívar Vóley | 2 - 3                                         | Obras (SJ) | Estadio Rep. de Venezuela, Bolívar          |                                             |
|                                    |               | ( 23-25, 25-13, 27-29, 25-21, 13-15 ) Reporte |            | Árbitro(s): * Ricardo Cabrera * Karina René | Árbitro(s): * Ricardo Cabrera * Karina René |
| Partido televisado por TyC Sports. |               |                                               |            |                                             |                                             |

| 18 de abril, 21:00                 | Obras (SJ) | 1 - 3                                  | Bolívar Vóley | Estadio Aldo Cantoni, San Juan                          |                                                         |
|                                    |            | ( 25-21, 22-25, 23-25, 20-25 ) Reporte |               | Árbitro(s): * Hernán Casamiquela * Nicolás Jesús Casado | Árbitro(s): * Hernán Casamiquela * Nicolás Jesús Casado |
| Partido televisado por TyC Sports. |            |                                        |               |                                                         |                                                         |

| 20 de abril, 19:00                 | Obras (SJ) | 3 - 2                                         | Bolívar Vóley | Estadio Aldo Cantoni, San Juan                |                                               |
|                                    |            | ( 21-25, 25-23, 26-24, 18-25, 15-12 ) Reporte |               | Árbitro(s): * Fernando Romano * Fabián Concia | Árbitro(s): * Fernando Romano * Fabián Concia |
| Partido televisado por TyC Sports. |            |                                               |               |                                               |                                               |

| 25 de abril, 22:00                 | Bolívar Vóley | 3 - 2                                         | Obras (SJ) | Estadio Rep. de Venezuela, Bolívar                |                                                   |
|                                    |               | ( 20-25, 19-25, 25-23, 25-13, 18-16 ) Reporte |            | Árbitro(s): * Ricardo Cabrera * José Luis Barrios | Árbitro(s): * Ricardo Cabrera * José Luis Barrios |
| Partido televisado por TyC Sports. |               |                                               |            |                                                   |                                                   |

## Otras competencias durante la temporada

### Copa LVA Social
La Copa LVA Social, por motivos de patrocinio Copa LVA Social Banco Nación, fue un torneo a partido único que se jugó entre los dos equipos con menos sanciones disciplinarias durante la primera etapa de la temporada. El ganador del torneo obtuvo un premio que debió destinar a una acción social. El ganador fue Ciudad Vóley.
| 31 de enero, 21:00                 | Ciudad Vóley | 3 - 2                                        | River Plate | Estadio Gorki Grana, Morón                           |                                                      |
|                                    |              | ( 25-18, 21-25, 28-26, 24-26, 15-8 ) Reporte |             | Árbitro(s): * Víctor Bagala * Carlos Damián Dalinger | Árbitro(s): * Víctor Bagala * Carlos Damián Dalinger |
| Partido televisado por TyC Sports. |              |                                              |             |                                                      |                                                      |

### Copa Desafío
La Copa Desafío, por motivos de patrocinio Copa Desafío Banco Nación, es la competencia que reúne a los cuatro mejores equipos de la primera parte de la fase regular que no estaban en posición de clasificar a las competencias internacionales. De la misma participaron Gigantes del Sur, UNTreF Vóley, River Plate y Monteros Vóley Club y se jugó en el polideportivo municipal de Villa Gesell el 27 y 28 de febrero. UNTreF Vóley se proclamó ganador del torneo.
Semifinales
| 27 de febrero, 19:30 | Gigantes del Sur | 3 - 1                                  | Monteros Vóley | Polideportivo Municipal, Villa Gesell         |                                               |
|                      |                  | ( 25-15, 21-25, 25-17, 25-15 ) Reporte |                | Árbitro(s): * Víctor Bagala * Cristian Chunco | Árbitro(s): * Víctor Bagala * Cristian Chunco |

| 27 de febrero, 22:00 | UNTreF Vóley | 3 - 0                           | River Plate | Polideportivo Municipal, Villa Gesell       |                                             |
|                      |              | ( 25-19, 25-23, 25-21 ) Reporte |             | Árbitro(s): * Cristian Chunco * Pedro Pérez | Árbitro(s): * Cristian Chunco * Pedro Pérez |

Tercer puesto
| 27 de febrero, 19:30 | Monteros Vóley Club | 1 - 3                                  | River Plate | Polideportivo Municipal, Villa Gesell     |                                           |
|                      |                     | ( 15-25, 23-25, 25-15, 19-25 ) Reporte |             | Árbitro(s): * Pedro Pérez * Víctor Bagala | Árbitro(s): * Pedro Pérez * Víctor Bagala |

Final
| 28 de febrero, 22:00               | UNTreF Vóley | 3 - 0                           | Gigantes del Sur | Polideportivo Municipal, Villa Gesell         |                                               |
|                                    |              | ( 25-23, 25-16, 25-23 ) Reporte |                  | Árbitro(s): * Cristian Chunco * Víctor Bagala | Árbitro(s): * Cristian Chunco * Víctor Bagala |
| Partido televisado por TyC Sports. |              |                                 |                  |                                               |                                               |

### Copa Challenge
De la Copa Challenge participan los cuatro equipos que no accedieron a semifinales del torneo; es decir, los cuatro perdedores de las series de cuartos de final. El ganador de la copa quedará ubicado como quinto mejor equipo en la tabla de posiciones finales del torneo. La copa arrancó el 29 de marzo con el partido entre Gigantes del Sur y Ciudad Vóley.
Semifinales
| 29 de marzo, 21:30 | Gigantes del Sur | 3 - 0                           | Ciudad Vóley | Estadio Ruca Che, Neuquén                         |                                                   |
|                    |                  | ( 25-22, 25-22, 25-20 ) Reporte |              | Árbitro(s): * Fabián Concia * Gastón Adrián Yorio | Árbitro(s): * Fabián Concia * Gastón Adrián Yorio |

| 30 de marzo, 20:30 | UNTreF Vóley | 3 - 0                           | River Plate | Microestadio UNTreF, Tres de Febrero       |                                            |
|                    |              | ( 25-14, 25-18, 25-20 ) Reporte |             | Árbitro(s): * Ricardo Cabrera * Juan Silva | Árbitro(s): * Ricardo Cabrera * Juan Silva |

Final
| 6 de abril, 11:00                  | UNTreF Vóley | 3 - 1                                  | Gigantes del Sur | Microestadio UNTreF, Tres de Febrero           |                                                |
|                                    |              | ( 25-15, 23-25, 25-21, 25-14 ) Reporte |                  | Árbitro(s): * Hernán Casamiquela * Karina René | Árbitro(s): * Hernán Casamiquela * Karina René |
| Partido televisado por TyC Sports. |              |                                        |                  |                                                |                                                |